# Outono (álbum de Arianne)
Outono é o quarto álbum de estúdio da cantora brasileira Arianne, lançado em outubro de 2016 pela gravadora Onimusic.
Com produção musical do guitarrista Sergio Cavalieri, a obra direciona a cantora a novas sonoridades, como o indie rock e músicas mais poéticas, influenciadas pelo nascimento do seu primeiro filho. A artista gravou composições de vários músicos, como Marcos Almeida, Lorena Chaves, Mahmundi e Silas Erbe. O projeto foi classificado por Arianne como "meu trabalho mais intimista e mais contemplativo".
O primeiro single foi a música "Azul", escrita por Silas Erbe. A canção foi lançada nas plataformas digitais em julho de 2016, além de contar com uma versão em lyric video.

## Antecedentes
Depois de lançar três álbuns de estúdio pela gravadora MK Music e com influência pop, Arianne decidiu seguir como artista independente. Em 2016, ao anunciar que lançaria um novo trabalho chamado Outono, a cantora não garantiu se o lançaria por alguma gravadora, e apenas garantiu que teria uma maior liberdade criativa.

## Gravação
O álbum foi produzido por Sergio Cavalieri e contou com uma série de compositores dos quais Arianne ainda não tinha gravado e músicos brasileiros e estrangeiros, como Ted Hunter, Dan Needham, Gabriel Vicentini, Jonny Essi e Emerson Pinheiro. A obra contém a participação de Marcos Almeida em "Outono" e de Daniela Araújo em "Onde Está o Teu Deus".
Em entrevista ao Guia-me em 2017, Arianne disse sobre o estilo do álbum:
É bem difícil definir o estilo, porque eu gosto de muita coisa. Não posso te garantir que esse vai ser um estilo definitivo. Mas, como eu estava passando por esse período de transição, sei que este é o meu trabalho mais intimista e mais contemplativo. As inspirações vieram justamente desses momentos.

## Lançamento e recepção
| Críticas profissionais | Críticas profissionais |
| Avaliações da crítica  | Avaliações da crítica  |
| Fonte                  | Avaliação              |
| ---------------------- | ---------------------- |
| Super Gospel           | [ 6 ]                  |

Outono foi lançado em outubro de 2016 pela gravadora Onimusic e, em 2017, foi relançado pela gravadora Sony Music Brasil. O projeto recebeu avaliações favoráveis da mídia especializada. Em texto publicado no portal Super Gospel, o álbum foi classificado como "seu melhor álbum até aqui", e com a argumentação de que, com o projeto, "a intérprete mostra a que realmente veio".
Em 2019, foi eleito pelo Super Gospel o 37º melhor álbum da década de 2010.

## Faixas
1. "Azul" (Silas Erbe)
2. "O Agora e o Futuro" (Edimar Filho)
3. "Outono" (composição e participação de Marcos Almeida)
4. "De A a Z" (Silas Erbe)
5. "Sem Deus" (Alpha Gomes)
6. "Novo Dia" (Silas Erbe)
7. "Salmos 27" (Silas Erbe)
8. "Onde Está o Teu Deus" (composição de Arianne e participação de Daniela Araújo)
9. "Eu Toco o Céu" (Joel Houston, Dylan Thomas & Michael Guy Chislett)
10. "Meus Pecados" (Sergio Cavalieri)
11. "Vinde a Mim" (Lorena Chaves)

## Ficha técnica
- Arianne - vocais
- Sergio Cavalieri - produção musical, guitarra
- Ted Hunter - baixo
- Dan Needham - bateria
- Gabriel Vicentini - bateria
- Jonny Essi - teclado
- Emerson Pinheiro - teclado

## Clipes
| Música              | Lançamento             |
| ------------------- | ---------------------- |
| Onde está teu Deus? | 19 de dezembro de 2016 |
| Sem Deus            | 15 de março de 2017    |